# Domenico Modugno (1959)
Domenico Modugno (1959) è l'8º album di Domenico Modugno.
Nella sua discografia è il terzo (dei sette) che si intitola con il nome e cognome dell'artista.

## Il disco
Come era consuetudine in quegli anni, anche questo disco racchiude alcune canzoni già pubblicate su 45 giri.
Tra esse possiamo ricordare senza dubbio Piove, la canzone con cui, pochi mesi prima, Modugno aveva vinto per la seconda volta consecutiva il Festival di Sanremo, dove era stata presentata in coppia con Johnny Dorelli, Non restar fra gli angeli, scritta per il testo da un giovane cantautore quasi al debutto, Gianni Meccia, ed un successo dell'anno precedente, Io, scritto in collaborazione con Franco Migliacci.
Vi è inoltre una sua versione (già pubblicata su 45 giri) di Come prima, successo di Tony Dallara scritto da Mario Panzeri, Alessandro Taccani e Enzo Di Paola (questi ultimi due come compositori avevano ottenuto un grande successo poco tempo prima con Chella llà, incisa tra gli altri da Marino Marini e Renato Carosone).
La copertina del disco raffigura un primo piano di Modugno, che è lo stesso utilizzato per molte incisioni del periodo, con lo sfondo arancio.
Sull'etichetta è evidenziato che nella canzone Piove suona l'orchestra del maestro William Galassini, mentre in Come prima e in Io l'orchestra è quella di Jack Pleis; non sono presenti indicazioni per le altre canzoni.
Sole, sole, sole è stata inserita nella colonna sonora del film Europa di notte, mentre Mogli pericolose fa parte della colonna sonora del film omonimo.

## Tracce
Lato A
1. Piove (testo di Domenico Modugno e Dino Verde; musica di Domenico Modugno)
2. Mese 'e settembre (testo Riccardo Pazzaglia - musica di Domenico Modugno)
3. Strada 'nfosa (testo e musica di Domenico Modugno)
4. Come prima (testo di Mario Panzeri; musica di Alessandro Taccani e Enzo Di Paola)
5. Mogli pericolose (testo e musica di Domenico Modugno)
6. Non restar fra gli angeli (testo di Gianni Meccia; musica di Enrico Polito e Domenico Modugno)

Lato B
1. Farfalle  (testo di Domenico Modugno e Franco Migliacci; musica di Domenico Modugno)
2. Sole, sole, sole (testo di Riccardo Pazzaglia; musica di Domenico Modugno)
3. Resta cu' mme (testo di Domenico Modugno e Dino Verde; musica di Domenico Modugno)
4. Marinai donne e guai (testo e musica di Domenico Modugno)
5. Io (testo di Domenico Modugno e Franco Migliacci; musica di Domenico Modugno)
6. Vecchio frack (testo e musica di Domenico Modugno)